# Casa de la Pagoda de Dijon
La Casa de la Pagoda de Dijon es un edificio Art nouveau ubicado en la rue du Château y la rue du Temple  en Dijon, en Côte-d'Or, en la región de Bourgogne-Franche-Comté.

## Historia
Su permiso de construcción se emitió el 31 de diciembre de 1906, fue construido por el arquitecto Louis Perreau.
Sus fachadas y cubiertas están catalogadas como monumentos históricos por orden del 29 de octubre de 1975.

## Descripción
Construido en la esquina de dos calles, en un terreno en forma de abanico, este edificio de estilo Art Nouveau tiene dos fachadas idénticas en la rue du Château y la rue du Temple, con dos miradores que terminan en grandes lucernarios arqueados, esculpidos con flores, cubiertos por voladizos redondos y techos a cuatro aguas. Las dos fachadas están conectadas por un corte, frente a la Place Grangier, que está coronado a nivel del techo por un frontón de piedra esculpido con hojas de vid y racimos de uvas. La planta baja está ocupada por comercios cuyos escaparates, afortunadamente conservados en su mayor parte, contribuyen a la unidad estilística del edificio a través de sus líneas Art Nouveau.
El edificio linda con la oficina de correos de Grangier, que fue construida entre 1907 y 1909 por el mismo arquitecto, Louis Perreau, pero en un estilo mucho menos innovador, inspirado en Luis XVI.